# 烏馬哈爾索山 (卡魯馬斯區)
16°52′30″S 70°32′56″W / 16.87500°S 70.54889°W
烏馬哈爾索山（Humajalso），是秘魯的山峰，位於該國南部莫克瓜大區，由涅托元帥省的卡魯馬斯區負責管轄，屬於安地斯山脈的一部分，海拔高度5,000米。